# خیرآباد (جنگل)
خیرآباد روستایی در دهستان جنگل بخش مرکزی شهرستان فسا استان فارس ایران است.اهالی این روستا اصالتا از لر های بختیاری از طایفه هفت لنگ میباشند و به طایفه ی لُر کوچی شناخته میشوند که از لحاظ تقسیمات ایلیاتی در دوره ی قاجار جزئی از ایل عرب خمسه (طایفه جباره) درمی آیند و دارای ۴تیره یا اولاد به نام های اولادسلیم، اولادکریم، اولاداحمد، اولادبیژن میباشند. و متاسفانه به دلیل دوری از موطن خویش از تکلم به زبان مادری خود محروم مانده و زبانشان منقرض شده است و تنها به زبان فارسی صحبت میکنند. اما بیشتر فرهنگ و رسم و رسومات خویش راحفظ کرده اندمانندپوشش،جشن،عزاو...زنان روستا از پوششی به نام لباس قریه و مردان از پوشش محلی بختیاری استفاده میکنند.
```
از سوغات روستا میتوان از قبیل انجیر ،زیتون، انار، بادام ،بنه(پسته کوهی) ،الوک(بادام کوهی)،عسل و فرآورده های دامی و لبنی و قالی و قالچه های دستبافت و.. میتوان نام برد.
```

از جاهای دیدنی این روستای شریف میتوان از منطقه گردشگری زرسفید، چشمه ترکیده، چهل چشمه، بادامک، دشت، برآفتاب و... میتوان نام برد.

## جمعیت
بر پایه سرشماری عمومی نفوس و مسکن در سال ۱۳۹۵ جمعیت این روستا ۴۷۷ نفر (۱۵۷خانوار) بوده‌است.